# Bezirk Tempelhof
Der Bezirk Tempelhof war von 1920 bis 2000 ein Verwaltungsbezirk von Berlin. Er umfasste die Ortsteile Tempelhof, Mariendorf, Marienfelde und Lichtenrade. Das Gebiet des Bezirks gehört heute zum Bezirk Tempelhof-Schöneberg, der im Jahr 2001 entstand.

## Lage
Der Bezirk Tempelhof grenzte im Norden an den Bezirk Kreuzberg, im Osten an den Bezirk Neukölln, im Süden an das Bundesland Brandenburg, im Westen an den Bezirk Steglitz und im Nordwesten an den Bezirk Schöneberg.
In Nord-Süd-Richtung zog sich als zentrale Verkehrsader die Bundesstraße 96 (Tempelhofer Damm, weiter südlich Mariendorfer Damm, dann Lichtenrader Damm) durch den ehemaligen Bezirk Tempelhof, unterirdisch verlief hier bis Alt-Mariendorf die U-Bahn-Linie U6.
Heute bildet das Gebiet des ehemaligen Bezirks den südlichen Teil des Bezirks Tempelhof-Schöneberg.

## Geschichte

### 1920–1933
Bei der Bildung von Groß-Berlin im Jahr 1920 wurde aus den bis dahin zum Landkreis Teltow gehörenden Gemeinden Tempelhof, Mariendorf (ohne Südende), Marienfelde und Lichtenrade der 13. Verwaltungsbezirk gebildet. Nach seinem bevölkerungsreichsten Ortsteil erhielt er den Namen Tempelhof. Südende, bis dahin zu Mariendorf gehörig, wurde dem Bezirk Steglitz zugeteilt.
Ab 1923 wurde auf dem Ostteil des Tempelhofer Feldes der Flughafen Tempelhof angelegt, auf dem Westteil entstand die Gartenstadt Neu-Tempelhof.
Am Südrand des Tempelhofer Feldes entstanden in den 1930er Jahren an der Oberlandstraße Fabriken und Filmstudios mit heute zum Teil denkmalgeschützten Gebäuden. In der gleichen Bauperiode entstand an der Oberlandstraße die als Gartendenkmal geschützte Bärensiedlung. 1924 entstand der Volkspark Mariendorf und zwischen 1925 und 1927 wurde am Teltowkanal das Ullsteinhaus erbaut. Ende der 1920er Jahre wurde der Bezirk durch die bis zum Bahnhof Tempelhof verlängerte Nord-Süd-Bahn von der Berliner U-Bahn erreicht.

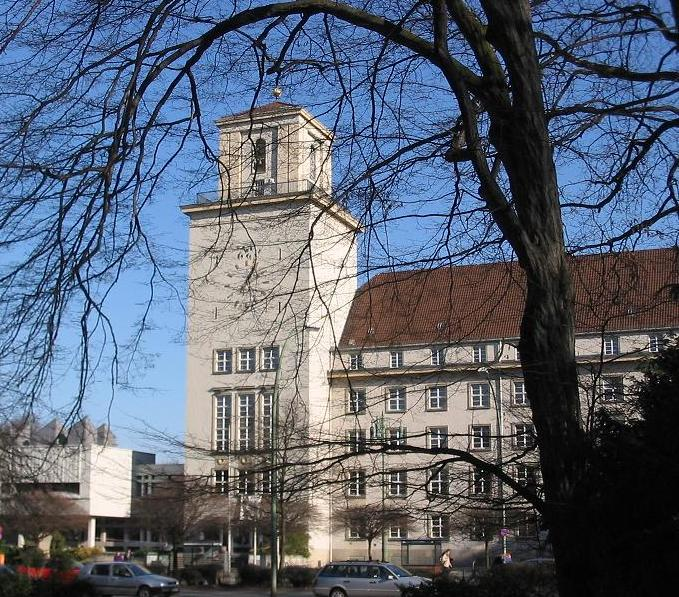
Rathaus Tempelhof

### 1933–1945
Im Jahr 1938 kam es zu kleineren Korrekturen der Grenzen zu den Nachbarbezirken, wodurch sich Einwohnerzahl und Fläche des Bezirks nur geringfügig änderten. Im gleichen Jahr wurde das neue Bezirksrathaus am Tempelhofer Damm fertiggestellt und 1939 wurde der Ausbau des Flughafens zum neuen Zentralflughafen Tempelhof abgeschlossen.
Kurz vor Ende des Zweiten Weltkriegs wurde der Bezirk Tempelhof in den letzten Apriltagen 1945 von sowjetischen Streitkräften von Süden her eingenommen.

### 1945–2000
Der Bezirk Tempelhof gehörte seit Juli 1945 zum Amerikanischen Sektor von Berlin. Die US Air Force betrieb einen Stützpunkt auf dem Flughafen Tempelhof. Während der Berliner Blockade 1948/1949 geriet Tempelhof in den Blickpunkt der Weltöffentlichkeit, als Amerikaner und Briten über den Flughafen Tempelhof West-Berlin mit lebenswichtigen Gütern versorgten.
Im Notaufnahmelager Marienfelde wurden zwischen 1953 und 1989 hunderttausende Flüchtlinge aus der DDR aufgenommen und versorgt. Seit 1964 und insbesondere nach 1989 diente das ehemalige Notaufnahmelager auch als Heim für Spätaussiedler.
Zwischen 1961 und 1966 wurde die U-Bahn-Linie 6 bis zum Bahnhof Alt-Mariendorf verlängert. 1979 wurde der Lichtenrader Volkspark eröffnet und seit 1981 wurde der Bezirk Tempelhof von der Berliner Stadtautobahn durchquert. Im Sommer 1975 wurde der Flughafen Tempelhof für den zivilen Luftverkehr geschlossen, dessen Aufgabe vom Flughafen Tegel übernommen wurde. 1985 wurde der Flughafen wieder für den Zivilverkehr mit kleinerem Flugmaterial geöffnet.
Zum 1. Januar 2001 wurde der Bezirk Tempelhof mit dem Bezirk Schöneberg zum neuen Bezirk Tempelhof-Schöneberg zusammengeschlossen. Im Unterschied zu Schöneberg galt Tempelhof als eher bürgerlich. Bei den letzten Wahlen entschied sich die Mehrheit der Bewohner des damaligen Altbezirks für die CDU.

## Einwohnerentwicklung

Wappen des Bezirks Tempelhof (1920–2000)

### Um 1800
| Tempelhof   | 241 Einwohner |
| Mariendorf  | 162 Einwohner |
| Marienfelde | 148 Einwohner |
| Lichtenrade | 112 Einwohner |

### 1919
| Tempelhof   | 34.026 Einwohner |
| Mariendorf  | 20.736 Einwohner |
| Marienfelde | 03.851 Einwohner |
| Lichtenrade | 04.836 Einwohner |

| Jahr | Einwohner |
| ---- | --------- |
| 1925 | 068.009   |
| 1933 | 114.385   |
| 1939 | 125.360   |
| 1946 | 110.882   |
| 1950 | 122.465   |
| 1955 | 174.714   |
| 1961 | 142.952   |
| 1965 | 154.715   |

| Jahr | Einwohner  |
| ---- | ---------- |
| 1970 | 164.429    |
| 1975 | 0166.892 1 |
| 1980 | 0163.475 1 |
| 1985 | 0162.100 1 |
| 1987 | 180.104    |
| 1990 | 187.771    |
| 2000 | 189.948    |

## Wahlen zur Bezirksverordnetenversammlung
Stimmenanteile der Parteien in Prozent:
| Jahr        | SPD  | DVP  | USPD | DNVP | DDP1 | KPD  | Zen  | NSDAP |
| ----------- | ---- | ---- | ---- | ---- | ---- | ---- | ---- | ----- |
| 1921        | 21,9 | 19,9 | 16,3 | 15,4 | 08,5 | 07,0 | 04,8 |       |
| 1925        | 32,0 | 09,5 |      | 21,6 | 08,7 | 13,3 | 04,2 |       |
| 1929        | 29,6 | 08,3 |      | 21,7 | 06,9 | 15,5 | 05,1 | 05,7  |
| 1933        | 21,7 |      |      | 14,9 | 02,5 | 12,0 | 05,9 | 41,4  |
| 1 1933 DStP |      |      |      |      |      |      |      |       |

| Jahr                         | SPD  | CDU  | FDP 1 | Grüne2 |
| ---------------------------- | ---- | ---- | ----- | ------ |
| 1946                         | 51,7 | 27,0 | 12,1  |        |
| 1948                         | 60,1 | 20,2 | 19,7  |        |
| 1950                         | 38,4 | 25,8 | 27,9  |        |
| 1954                         | 39,0 | 34,2 | 14,8  |        |
| 1958                         | 45,3 | 44,9 | 03,9  |        |
| 1963                         | 57,3 | 33,6 | 08,1  |        |
| 1967                         | 53,4 | 36,9 | 06,7  |        |
| 1971                         | 48,3 | 41,4 | 08,1  |        |
| 1975                         | 41,1 | 46,8 | 07,2  |        |
| 1979                         | 41,6 | 47,4 | 07,3  | 02,8   |
| 1981                         | 36,8 | 51,8 | 04,8  | 05,6   |
| 1985                         | 32,1 | 53,7 | 04,5  | 07,5   |
| 1989                         | 36,1 | 41,5 | 03,5  | 08,3   |
| 1992                         | 29,7 | 43,6 | 06,3  | 14,6   |
| 1995                         | 24,1 | 53,5 | 02,1  | 11,1   |
| 1999                         | 24,7 | 58,1 | 02,0  | 07,5   |
| 1 bis 1948 LDP 2 bis 1989 AL |      |      |       |        |

## Bezirksbürgermeister
| Zeitraum  | Name                     | Partei |
| --------- | ------------------------ | ------ |
| 1921–1925 | Emil Groß                | SPD    |
| 1925–1937 | Reinhard Bruns-Wüstefeld | DVP    |
| 1936–1945 | Carl Pollesch            | NSDAP  |
| 1945      | Willy Kramm              |        |
| 1945–1947 | Jens Nydahl              | SPD    |
| 1947–1951 | Otto Burgemeister        | SPD    |
| 1951–1953 | Hermann Fischer          | FDP    |
| 1953–1955 | Alfred Homeyer           | FDP    |
| 1955–1959 | Karl Theodor Schmitz     | CDU    |
| 1959–1965 | Kurt Mürre               | SPD    |
| 1965–1975 | Bernhard Hoffmann        | SPD    |
| 1975–1991 | Siegmund Jaroch          | CDU    |
| 1991–1997 | Wolfgang Krueger         | CDU    |
| 1998–2000 | Dieter Hapel             | CDU    |

## Partnerschaften des Bezirks Tempelhof
Der Bezirk pflegte mehrere Partnerschaften, die alle seit 2001 vom Bezirk Tempelhof-Schöneberg weitergepflegt werden.

### International
Amstelveen (Niederlande)
 Nahariya (Israel)

### National
- Werra-Meißner-Kreis
- Kreis Paderborn
- Landkreis Teltow-Fläming